# Ос-і-Костеан
Ос-і-Костеан (ісп. Hoz y Costean) — муніципалітет в Іспанії, у складі автономної спільноти Арагон, у провінції Уеска. Населення — 211 осіб (2009).
Муніципалітет розташований на відстані близько 370 км на північний схід від Мадрида, 44 км на схід від Уески.
На території муніципалітету розташовані такі населені пункти: (дані про населення за 2009 рік)
- Костеан: 84 особи
- Гуардія: 0 осіб
- Ос-де-Барбастро: 96 осіб
- Монтеса: 0 осіб
- Салінас-де-Ос: 25 осіб

## Демографія
Динаміка населення (INE ):